# Hurtumpascual
Hurtumpascual ist ein Ort und eine zentralspanische Gemeinde (municipio) mit 42 Einwohnern (Stand: 2024) in der Provinz Ávila in der Autonomen Region Kastilien-León. Neben dem namensgebenden Hauptort Hurtumpascual gehören die Ortschaften Gamonal de la Sierra und Viñegra de la Sierra zur Gemeinde.

## Lage
Hurtumpascual befindet sich in den nördlichen Ausläufern der Sierra de Gredos gut 42 Kilometer westnordwestlich von Ávila in einer Höhe von 1170 m. Das Klima im Winter ist kühl, im Sommer dagegen trotz der Höhenlage durchaus warm; der Regen (ca. 570 mm/Jahr) fällt – mit Ausnahme der nahezu regenlosen Sommermonate – verteilt übers ganze Jahr.

## Bevölkerungsentwicklung
| Jahr      | 1970 | 1981 | 1991 | 2001 | 2011 | 2021 |
| Einwohner | 345  | 224  | 165  | 110  | 75   | 48   |

## Sehenswürdigkeiten

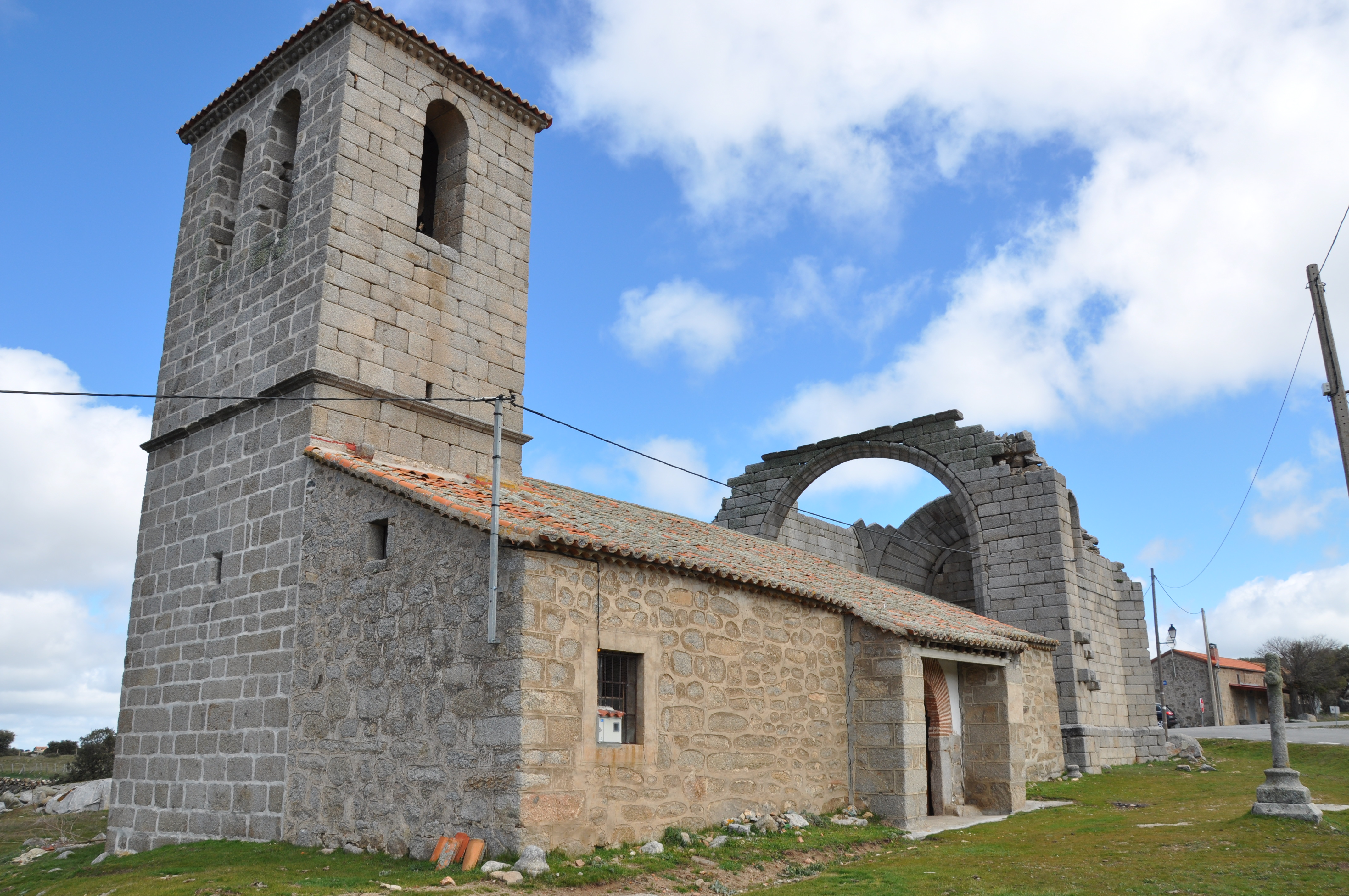
Kirche Mariä Himmelfahrt

- Kirche Mariä Himmelfahrt